# Hyndtjärnen, Dalarna
Hyndtjärnen är en sjö i Smedjebackens kommun i Dalarna och ingår i Norrströms huvudavrinningsområde. Sjöns area är 0,01 kvadratkilometer och den är belägen 178 meter över havet.